# Nasidius karnyi
Nasidius karnyi är en insektsart som beskrevs av Lucien Chopard 1950. Nasidius karnyi ingår i släktet Nasidius och familjen Anostostomatidae. Inga underarter finns listade i Catalogue of Life.